# Офіційна пошта

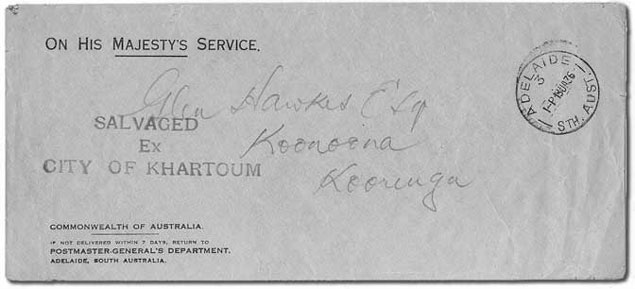
Офіційна обкладинка австралійської пошти, врятована після катастрофи літака Imperial Airways «City of Khartoum» у 1935 році в Александрії під час рейсу з Англії в Австралію

Офіційна пошта — пошта, надіслана уповноваженим державним департаментом, урядовою установою чи міжнародною організацією або уповноваженим урядовим органом і зазвичай містить деяку ознаку того, що вона є офіційною; підтверджувальна печатка, зворотня адреса або інший засіб ідентифікації, що вказує на його користувача. У деяких країнах поштові марки випускаються спеціально для офіційної пошти.
Офіційні марки були призначені для тих же цілей, що й звичайні поштові марки, за винятком того, що їх було неможливо придбати в поштових відділеннях. Хоча більшість поштових марок номіновані, деякі не мають відбитка вартості.

## Історія
Одними з найперших офіційних листів були послання, які надсилали королі, імператори та інші правителі. Cursus publicus — офіційна кур'єрська (і транспортна) система пошти, створена римським імператором Августом. Значно пізніше однією з функцій поштової системи Thurn-und-Taxis-Post була доставка пошти імператора Максиміліана I у Священній Римській імперії.

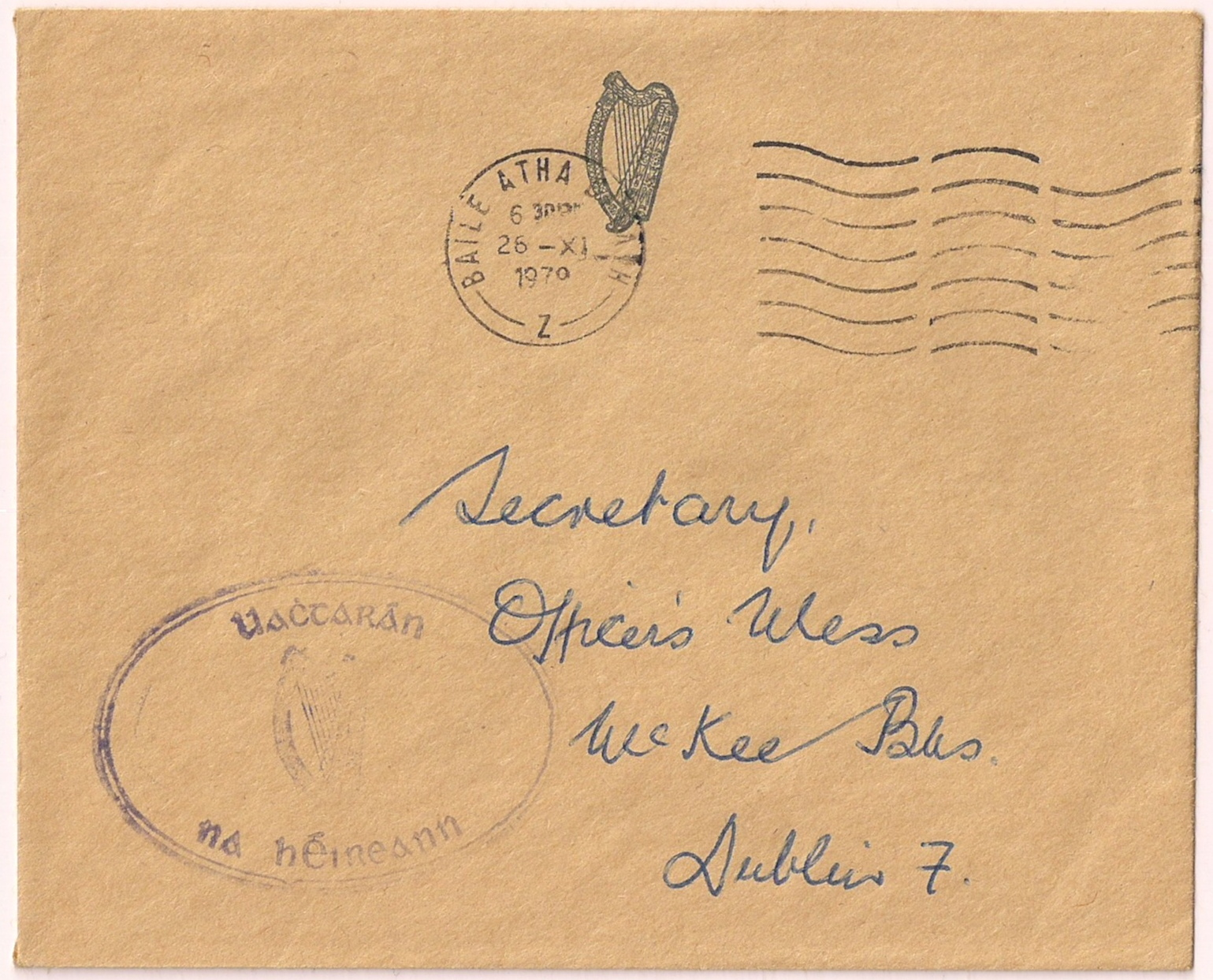
Офіційна пошта від президента Ірландії (Патріка Гіллері) з овальним засвідчувальним ручним штампом Uaċtarán na hÉireann, який використовувався в 1979 році, на додаток до попередньо надрукованого конверта з арфою.

Офіційні поштові марки пов'язані з припиненням привілею франкування, який надавав певним обраним посадовцям уряду привілей безкоштовно надсилати пошту. Людина зазвичай підписувала своє ім'я в пошті, але це була система, яка сильно зловживала. У Великій Британії були змінені правила, які вимагали від відправника вказувати дату та місце відправлення на додаток до свого підпису, але цим також зловживали, що частково призвело до введення поштових марок.
Більшість урядів використовують конверти зі знаком, що вказує на його офіційний статус; офіційна пошта Сполученого Королівства найчастіше показує, OHMS або На службі Його/Її Величності, Сполучені Штати використовують силует орла, Ефіопія показує руку, що тримає розколоту палицю з листом, втиснутим у неї, тоді як Ірландія використовує арфу.
Після громадянської війни Департамент пошти Сполучених Штатів мав великий дефіцит, і за звітом Генерального поштмейстера 1869 року 31 933 мали привілей франкування вартістю 5 мільйонів доларів, тому в 1872 році Республіканська партія включила пропозицію усунути вільну кореспонденцію як частину своєї виборчої платформи. Між 1873 і 1891 роками в США не було безкоштовного франкування, тому що були випущені спеціальні офіційні поштові марки, але до 1891 року безкоштовне франкування було відновлено.

## Офіційні поштові марки

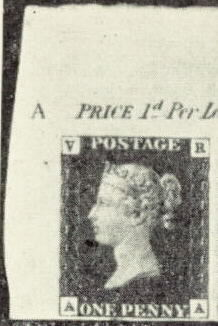
Офіційна поштова марка ВР, випущена в 1840 році

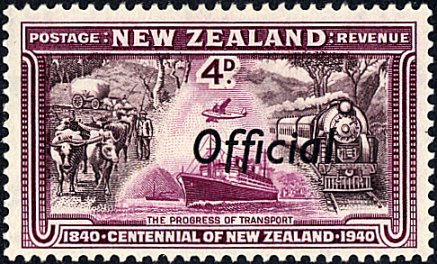
Офіційна накладка Нової Зеландії 1940 року

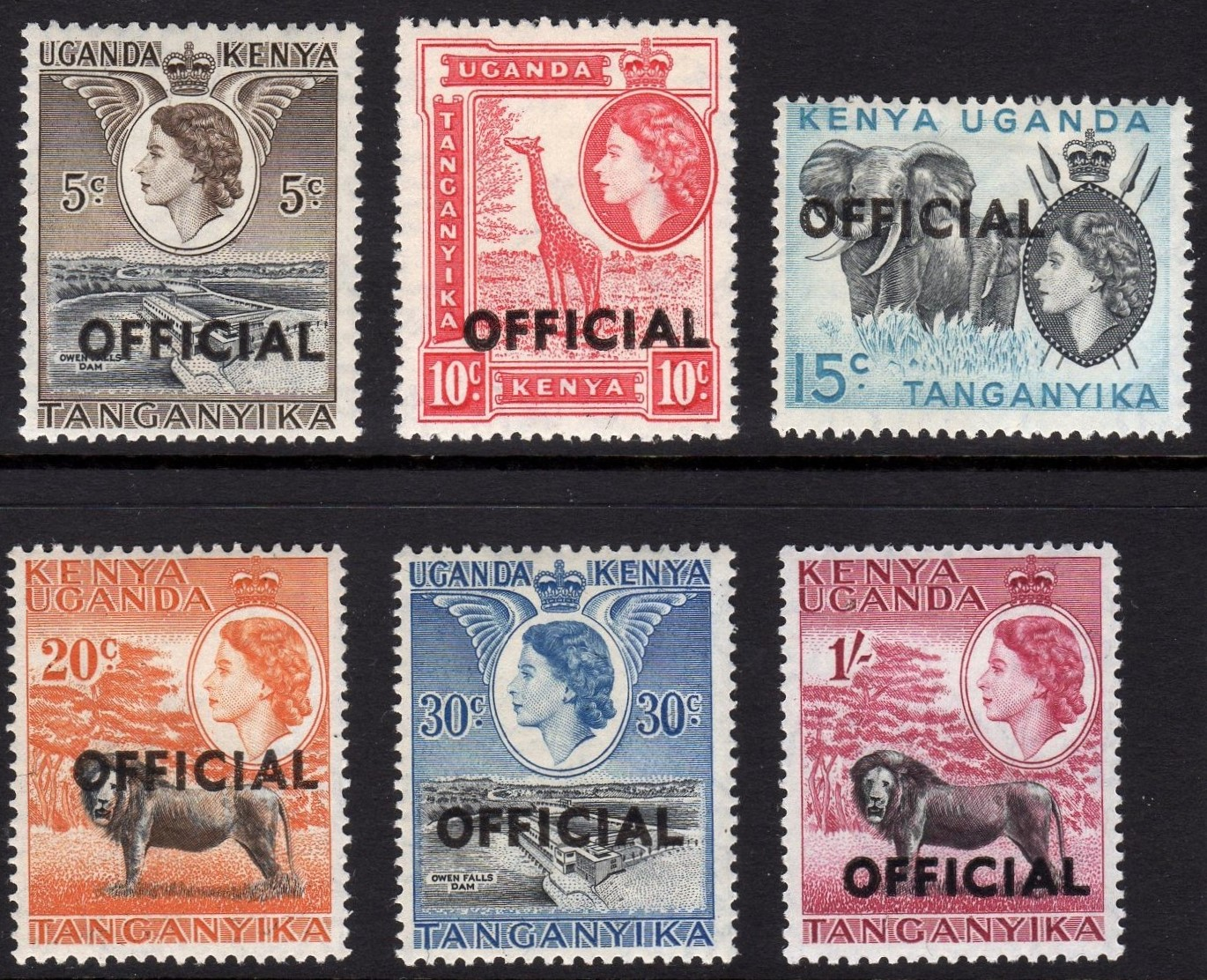
Офіційні марки Кенії, Уганди та Танганьїки, 1959 рік.

### У Великій Британії
Перша офіційна поштова марка, відома як VR official, була випущена Сполученим Королівством одночасно з чорним пенні і синім двопенсовиком. VR оfficial використовувала той самий дизайн, що й чорний пенні, за винятком того, що зірки у верхніх кутах було видалено та замінено літерами V і R, що дає загальну назву марки. 7 травня 1840 року В. Л. Мейберлі, секретар британської пошти, надіслав усім поштмейстерам повідомлення, до якого було прикріплено пару екземплярів VR, а також пару блюзів із двома пенні. Повідомлення зобов'язувало поштмейстерів відзначати літери у верхніх кутах марки, яка мала бути: застосована до кореспонденції державних відомств та інших осіб, які раніше користувалися привілеєм офіційного франкування.

### У Сполучених Штатах
Законодавство, прийняте Конгресом Сполучених Штатів 3 березня 1873 року, зазначало, що: «Генеральний поштмейстер зобов'язується підготувати спеціальну марку або конверт з марками, які будуть використовуватися лише для офіційної пошти для кожного з виконавчих департаментів». З цією метою офіційні марки були випущені 1 липня 1873 року для виконавчої влади та департаментів сільського господарства, внутрішніх справ, юстиції, військово-морського флоту, пошти, казначейства та війни після закінчення привілею франкування, хоча марки були використовувався лише протягом семи років, головним чином через потребу у відомчій підзвітності поштових відправлень. Пошта також надрукувала офіційні конверти з марками для власного використання.
У березні 1877 року марки стали непотрібними, оскільки акт Конгресу дозволяв державним департаментам надавати власні конверти з написом «Офіційні справи». Приватне використання конвертів передбачало штраф у розмірі 300 доларів. Друк офіційних марок був офіційно припинений 30 червня 1879 року, але вони використовувалися до тих пір, поки їх не було вичерпано. Марки та конверти були остаточно скасовані 5 липня 1884 року, однак протягом чотирьох років між 1910 і 1914 роками офіційні марки використовувалися для програми поштових заощаджень.
Перші марки США, на яких було надруковано слова «Офіційна пошта», були випущені 12 січня 1983 року, коли звітність департаменту поштових відправлень знову стала проблемою. Велика печатка Сполучених Штатів стала центральним малюнком на цих 20-фунтових марках і конвертах. У 1995 році марка та конверт номіналом 32 ¢ замінили випуск 20 ¢.

### Інші країни
Кілька країн, як-от Австралія, Канада, Новий Південний Вельс, Нова Зеландія та Ніуе, випустили офіційні марки, які часто можна впізнати за такими словами, як «official», «service», «dienstmark» або ініціали «OS» (Офіційна служба) або OHMS (На службі Її/Його Величності) у дизайні, як наддрук або перфін. Навіть Тибет мав офіційні поштові марки близько 1950 року.